# György Kottán
György Kottán, in den USA als George Kottan aufgelaufen, (* 6. Oktober 1946 in Budapest; † 25. September 2023 ebenda) war ein ungarischer Fußballspieler und -trainer.

## Karriere
Kottán wechselte vom MTK Budapest FC zum österreichischen Verein SK VÖEST Linz, mit dem er 1974 österreichischer Meister wurde. Dort schoss Kottan in vier Saisonen 18 Tore in 80 Spielen.  In der Saison 1975/76 wechselte er in die deutsche Bundesliga zu Bayer 05 Uerdingen. Für Bayer absolvierte er zehn Bundesligaspiele. Nach einer Saison wechselte er zu FC Union Wels. Später spielte er noch für die Los Angeles Aztecs und den SC Eisenstadt.